# Väljaküla (Alatskivi)
Väljaküla – wieś w Estonii, w prowincji Tartu, w gminie Alatskivi.